# 船頭埔
船頭埔，是臺灣臺中市大甲區的一個傳統地域名稱，位於該區最北端。相較於今日行政區，其範圍大致包括福德里、銅安里西北部邊界地帶。

## 歷史
台灣清治末期，船頭埔地區為一街庄，稱為「船頭埔庄」，隸屬於苗栗三堡。該庄西及西北臨台灣海峽，東北與房裡庄為鄰，東及東南分別與山柑庄、銅安厝庄為鄰，西南邊為頂後厝仔庄。
1901年（日明治三十四年）11月，全台廢縣廳改設二十廳，該庄隸屬於苗栗廳。1903年（明治三十六年）6月，該庄編入「五里牌區」，仍隸屬於苗栗廳。1909年（明治四十二年）10月，二十廳合併為十二廳，五里牌區改隸屬於臺中廳。1920年（大正九年），全台地方制度大改正，該庄改制為「船頭埔」大字，隸屬於臺中州大甲郡大甲庄。1933年，大甲庄升格為大甲街。
戰後大甲街改制為大甲鎮，隸屬於臺中縣，大字亦改制為里。1950年10月，中、彰、投分治，大甲鎮隸屬不變。2010年12月，隨著臺中縣、市合併為直轄臺中市，大甲鎮改制為大甲區。

## 聚落
本地區發展較早的聚落為船頭埔，在日治期初期的官方地圖上已有記載。此外，本地區尚有後壁寮聚落。

## 交通
省道台61線又稱「西部濱海快速公路」，是新北八里至臺南安南的快速公路，大致以東北—西南走向蜿蜒經過本地區中部偏東地帶，可快速前往台灣西部海岸各地。
區道中2線是海邊至銅安厝的道路，其西側端點位於本地區西部船頭埔二號海堤。由此向東南東蜿蜒而行，出境後可前往銅安厝並止於區道中125線路口。本道路與省道台61線相交，但被其中央安全島分隔成兩段而無法相通。
區道中2-1線是船頭埔至銅安厝的道路，其西側端點位於省道台61線路口。由此向東可前往銅安厝北部邊界外不遠處的台中市、苗栗縣邊界。續行可接苗栗縣鄉道苗41-1線以前往山柑尾並止於省道台1線路口。
區道中1線是船頭埔至五里牌的道路，其北側端點位於本地區船頭埔聚落東南側區道中2線路口。由此向南南西轉南南東蜿蜒而行，經省道台61線路口續行出境後，可前往頂後厝子、五里牌東部並止於省道台1線路口。

## 產業
- 松柏漁港